# Notogomphus zernyi
Notogomphus zernyi é uma espécie de libelinha da família Gomphidae.
Pode ser encontrada nos seguintes países: República Democrática do Congo, Malawi, Moçambique, Tanzânia e Zimbabwe.
Os seus habitats naturais são: florestas subtropicais ou tropicais húmidas de baixa altitude, savanas húmidas, matagal árido tropical ou subtropical, matagal húmido tropical ou subtropical e rios.